# Живые (фильм)
«Живые» — документальный фильм украинского режиссера Сергея Буковского, 2008 год. Фильм рассказывает о судьбе людей, переживших голод 1932-33 годов на Украине.

## Сюжет
Они были детьми, когда у их родителей советские власти отобрали все. Крестьян, которые жили и работали на самых плодородных в мире почвах, были обречены на голод и медленную смерть. Только теперь эти люди рассказывают о пережитом. О том, как их родителей погнали в «светлое будущее», как забирали последнее, как вымирали села, как они остались жить ... «Лучше бы мы не рождались ...»,   — говорит один из свидетелей. 
Трагедия Голодомора вплетена в сюжет мировой драмы начала 1930-х: паралич экономики в США, приход к власти Гитлера в Германии, коллективизация в СССР. В ходе коллективизации власти лишили крестьян малейшей возможности выбора: они должны были расстаться с собственностью или умереть. Вместе с тем решались и задачи покончить с любыми проявлениями самостоятельной национальной политики. Хотя в 1920-х годах на Украине последовательно проводилась национальная политика, в 30-х также последовательно и жестоко с ней было покончено. 
Своеобразным проводником зрителей в путешествии по аду украинской  истории выступает британский журналист Гарет Джонс, впервые рассказавший на Западе о трагедии украинского крестьянства.   Правительства многих стран обнаружили безразличие к чужой беде.  Свидетельства людей, переживших голод, переплетаются в фильме с дневниковыми записями, которые  Джонс делал во время поездки на Украину в марте 1933 года.

## Выход в свет
Премьера фильма состоялась в киевском Доме кино 21 сентября 2008 года.

## Фестивальные призы
- Приз «Серебряный абрикос» на Ереванском МКФ,
- «Гран-при Женева-2009» Международного форума MЕDIAS «Север-Юг» в Женеве, специальным призом жюри Международного фестиваля артхаусного кино в Батуми, Грузия .
- Включен в официальную программу МКФ «Камеримидж» в Лодзи, Польша (28 ноября — 5 декабря 2009) и MКФ «Тысяча один», Стамбул, Турция (декабрь, 2009).